# Karkibada
Karkibada (en népalais : कार्कीबाडा) est un comité de développement villageois du Népal situé dans le district de Mugu. Au recensement de 2011, il comptait 3 654 habitants.